# 偽娜灰蝶屬
偽娜灰蝶屬（African Line Blue，學名：Pseudonacaduba）是灰蝶科眼灰蝶亞科中的一個屬。分佈在非洲。因翅膀花紋跟兩種佩灰蝶的物種相似，曾經被歸入佩灰蝶屬。

## 物種
- 偽娜灰蝶 （Pseudonacaduba aethiops） (Mabille, 1877)
- 藍偽娜灰蝶 （Pseudonacaduba sichela） (Wallengren, 1857)